# Talsperre Santa Luzia
Die Talsperre Santa Luzia (portugiesisch Barragem de Santa Luzia) liegt in der Region Mitte Portugals im Distrikt Coimbra. Sie staut den Fluss Unhais, einen rechten (nördlichen) Nebenfluss des Zêzere zu einem Stausee (port. Albufeira da Barragem de Santa Luzia) auf. Ungefähr einen Kilometer westlich der Talsperre liegt die Gemeinde Cabril und einige Kilometer flussabwärts befindet sich die Kleinstadt Pampilhosa da Serra.
Mit dem Projekt zur Errichtung der Talsperre wurde im Jahre 1930 begonnen. Der Bau wurde 1942 fertiggestellt. Die Talsperre dient der Stromerzeugung. Sie ist im Besitz der HIDROCENEL, Energia do Centro, SA (HIDROCENEL).

## Absperrbauwerk
Das Absperrbauwerk ist eine Kombination von Bogenstaumauer und Pfeilerstaumauer aus Beton (Mehrfachbogenstaumauer) mit einer Höhe von 76 m über der Gründungssohle. Die Mauerkrone liegt auf einer Höhe von 655,6 m über dem Meeresspiegel. Die Länge der Mauerkrone beträgt 115 (bzw. 178) m. Das Volumen des Bauwerks beträgt 80.000 m³. Entworfen wurde die Staumauer von André Coyne.
Die Staumauer verfügt sowohl über einen Grundablass als auch über eine Hochwasserentlastung mit zwei Toren.

## Stausee
Beim normalen Stauziel von 656 m erstreckt sich der zugehörige Stausee über eine Fläche von rund 2,46 km² und fasst 53,7 Mio. m³ Wasser – davon können 51 (bzw. 50,5) Mio. m³ genutzt werden. Das minimale Stauziel, bei dem die Maschinen noch betrieben werden können, liegt bei 615 m. Mit den nutzbaren 50,5 Mio. m³ Wasser können 34,2 Mio. kWh erzeugt werden.

## Kraftwerk
Das Kraftwerk Santa Luzia ist mit einer installierten Leistung von 32 (bzw. 23,2, 24,4 oder 25,888) MW eines der kleineren Wasserkraftwerke in Portugal. Die durchschnittliche Jahreserzeugung liegt bei 55 (bzw. 54 oder 57) Mio. kWh.
Das Kraftwerk befindet sich am rechten Ufer des Flusses Zêzere. Eine 3,44 m lange Druckrohrleitung verbindet den Stausee mit dem Kraftwerk.
Die vier Pelton-Turbinen mit horizontaler Welle leisten jede maximal 6,472 (bzw. 6,1) MW, während die Generatoren 8 MVA leisten. Die Nenndrehzahl der Turbinen liegt bei 500 Umdrehungen pro Minute. Die Generatoren haben eine Nennspannung von 6 kV. In der Schaltanlage wird die Generatorspannung von 6 kV mittels Leistungstransformatoren auf 60 kV hochgespannt.
Die maximale Fallhöhe beträgt 326 m. Der maximale Durchfluss liegt bei 2,5 m³/s je Turbine.
Das Kraftwerk ging 1943 in Betrieb und wurde 1998 renoviert. Es ist im Besitz der HIDROCENEL, wird aber von EDP betrieben.

## Sonstiges
Bei der Staumauer tritt das Problem des Aufquellens von Beton (englisch Concrete Swelling) infolge einer Alkali-Aggregat-Reaktion (z. B. Alkali-Kieselsäure-Reaktion) auf. Dies führt zu Spannungen und Rissbildung im Beton.